# Увицкий, Сергей Сергеевич
Сергей Сергеевич Увицкий (16 октября 1981, Лысьва, Пермская область — 31 января 2023, Украина) — российский каратист, военнослужащий. Генеральный секретарь Федерации киокушин России. Чемпион России, Чемпион Мира и Чемпион Европы по карате в стиле Кёкуусинкай (также, киокусинкай, киокушинкай или кёкусин). Мастер спорта России Международного класса.

## Биография
Родился 16 октября 1981 года в Лысьве Пермской области.
Долгое время жил в Перми. В 2005-м окончил Пермский государственный политехнический университет.
После российского вторжения в Украину, вошёл в отряд «Союз» созданный для участие в войне и состоящий из спортсменов. Погиб 31 января 2023 года в возрасте 41 года.

## Спортивные достижения

### Чемпионаты и турниры[1]
- 2001 год — Кубок России, 3 место
- 2003 год — Чемпионат Москвы в абсолютной категории, призёр
- — Кубок Южного Урала, 1 место
- — Международный турнир «Кубок Заполярья» в абсолютной категории, призёр
- 2004 год - Чемпионат Приволжского Федерального округа, 1 место
- — Чемпионат России, 2 место
- 2005 год — Чемпионат России, 1 место
- 2006 год — международный турнир «Кубок Оямы» в абсолютной категории, 7 место
- — Чемпионат России, 2 место
- 2007 год — Чемпионат Мира в абсолютной категории, участник
- 2008 год — Открытый международный турнир по кумитэ среди команд (г. Хабаровск), 1 место
- 2009 год — Чемпионат России, 3 место
- 2010 год — Чемпионат Европы, 2 место

### Звания
- Мастер спорта России международного класса

### Квалификация
- Чёрный пояс (3-й дан) по карате.